# Desmond Chiam
Desmond Chiam (Melbourne, Australia; 30 de julio de 1987) es un actor australiano más conocido por su papel de Wyatt Cole en Reef Break, el General Riga en The Shannara Chronicles y Dovich en The Falcon and the Winter Soldier.

## Biografía

### Primeros años y educación
Chiam nació de padres de ascendencia china singapurense. De niño pasaba un tercio del año en Singapur, ya que su padre trabajaba a menudo allí. Es licenciado en Derecho por la Universidad de Melbourne y también tiene un máster en guion por la Universidad del Sur de California.

### Carrera profesional
Chiam comenzó su carrera como abogado tras licenciarse en la Universidad de Melbourne. Insatisfecho con la carrera de Derecho al cabo de tres meses, decidió dedicarse a campos más creativos en breakdance y la actuación.
Primero comenzó en cortometrajes en Australia antes de aparecer finalmente en la televisión australiana en series como Neighbours y Better Man. Finalmente se trasladó a Los Ángeles para dedicarse a la interpretación. Chiam ha tenido papeles en múltiples series de televisión estadounidenses como NCIS: Los Ángeles y Bones, y también estuvo en Con Man], una webserie de Alan Tudyk.
En febrero de 2017, se unió al reparto principal de Las crónicas de Shannara de Spike TV (la serie antes se emitía en MTV) en la segunda temporada de la serie, donde interpretó al villano, el general Riga. Tras las Crónicas de Shannara, fue elegido para interpretar a Jethro, novio de Carly interpretada por Kelli Berglund, en la serie de Starz Now Apocalypse protagonizada por Avan Jogia por Gregg Araki. Tras la serie, se unió al reparto de la película ambientada en Manila Empty by Design trabajando junto a sus amigos Chris Pang, Osric Chau, Yoshi Sudarso y Andrea Walter.
En diciembre de 2018, fue elegido para interpretar al protagonista masculino Wyatt Cole en ABC y M6 la serie policíaca de verano de 2019 Reef Break' junto a Poppy Montgomery. Tras la cancelación de Reef Break, Chiam se unió al reparto de la serie del Marvel El halcón y el soldado de invierno como Dovich.
Tras El halcón y el soldado de invierno, Chiam fue elegido para interpretar a Nick Zhao en Con amor, la serie de comedia romántica de una hora de duración de Amazon de Gloria Calderón Kellett y sus GloNation Studios y Amazon Studios. Chiam también ha hecho una incursión en el mundo de la actuación de voz y se le puede escuchar como la voz en inglés de Cookie Hombre Lobo en el popular juego Cookie Run Kingdom.
Desmond será visto junto a Chris Pang, Alexander Hodge, Sherry Austria, Stephanie Hsu, Ashley Park y Sabrina Wu en el próximo debut como directora de Adele Lim. También está previsto que aparezca en la adaptación de Netflix de Partner Track con Arden Cho.

### Vida personal
Chiam fue citado por la revista CLEO como el Soltero del Año de Singapur en 2011.
Reside en Los Ángeles con su esposa.